# 馬利金納市
馬利金納，菲律賓華人译作馬里謹那或馬利謹那（闽南语白話字：Má-li-kín-nā），是菲律賓製鞋業的中心，乃1946年至1965年間之前馬尼拉省的首府，今為馬尼拉大都會內的一城。

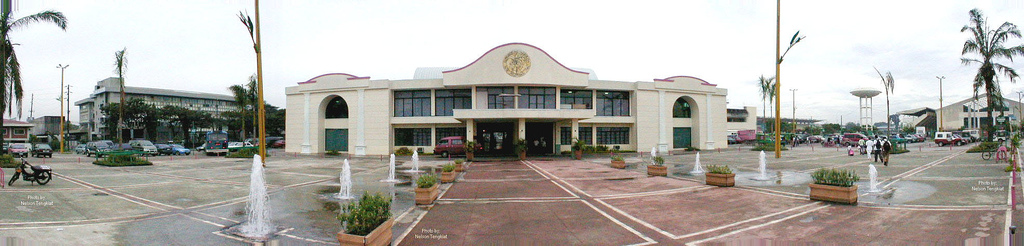
馬利金納市政廳

## 外部連結
- Marikina City Business Directory
- 馬利金納社區入口網站 （页面存档备份，存于）
- 馬利金納市資源部落格
- Marikina gets 3 WHO awards at healthy cities conference （页面存档备份，存于）
- Official Website of Bayani Fernando "BF" （页面存档备份，存于）